# Windmotor Barfjild
De Windmotor Barfjild is een poldermolen bij het Friese dorp Oudega, dat in de Nederlandse gemeente Smallingerland ligt. De molen is een middelgrote niet-maalvaardige Amerikaanse windmotor, die werd gebouwd door de gebroeders Adema uit Wirdum. In welk jaar is onbekend. Hij heeft een windrad van 18 bladen en een diameter van 3 meter. De windmotor staat bijna twee kilometer ten zuidwesten van Oudega aan het Barfjild. Hij is niet geopend voor publiek, maar kan tot op enkele meters worden benaderd.